# 室橋春光
室橋 春光（むろはし はるみつ、1949年-　）は、日本の心理学者。学位は、教育学博士（北海道大学）。専門は教育心理学。新潟県出身
1973年北海道大学工学部卒業。1976年北海道大学教育学部卒業。1984年同大学院教育学研究科博士課程修了。同教育学部助手。1985年富山大学教育学部専任講師。1986年同教育学部助教授。1996年同教育学部教授。2000年北海道大学大学院教育学研究科助教授。2002年同大学院教育学研究科教授。2013年北海道大学名誉教授。同教育研究院特任教授。2015年北海道大学退官。NPO法人クローバー顧問。北翔大学教育文化学部客員教授。2016年天使大学看護栄養学部教授。2017年札幌学院大学人文学部教授。2018年同心理学部教授。同心理学部長。2022年同定年退職。

## 著書
- 『発達障害』（太田昌孝編　分担執筆　2006年）
- 『生理心理学と精神心理学　第3巻　展開』（堀忠雄ほか監修　共編著　北大路書房、2018年）
- 『特別支援教育の理論と実践　概論・アセスメント』（共編　金剛出版　2018年）

## 注
1. ↑  『室橋春光先生退職記念論集』北海道大学大学院教育研究院紀要　第124号、2016.3,researchmap,kaken
2. ↑  室橋春光教授 最終講義